# Chiesa dell'Assunzione di Maria Santissima (Ferrara, Viconovo)
La chiesa dell'Assunzione di Maria Santissima è la parrocchiale di Viconovo, frazione di Ferrara. Risale al XIV secolo.

## Storia
La prima citazione documentale della chiesa di Viconovo è del XIV secolo. Viene ricordata da Marco Antonio Guarini nel suo Compendio historico dell'origini, accrescimento e prerogative delle chiese e luoghi pii della città, e diocesi di Ferrara che la descrive tuttavia con una diversa dedicazione, come Annunziata di Viconuovo.
Attorno al 1300 era legata alla pieve di Tamara, quando ancora era dedicata a San Giorgio.
Ottenne dignità parrocchiale nel 1410.
Alla fine del XVI secolo venne edificata la chiesa che ci è pervenuta per volontà della potente famiglia estense dei Constabili; quando morì il conte Camillo entrò nelle proprietà della famiglia Bevilacqua.
Attorno al 1963 l'intero edificio fu oggetto di una importante opera di ricostruzione.
Un recente intervento di completo restauro conservativo si è realizzato nel 2012.